# 圣雅各农贸市场

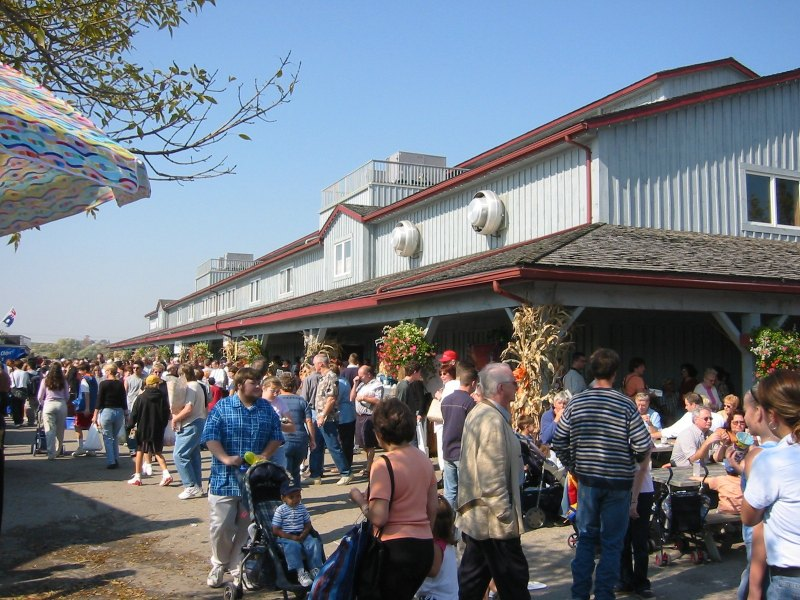
2003年拍摄的圣雅各农贸市场建筑，已在2013年被大火烧毁

圣雅各农贸市场（St. Jacobs Farmers' Market）是加拿大安大略省的一个农贸市场和跳蚤市场，位于滑铁卢区北国王街以南，铁路轨道以西。它是加拿大最大的全年农贸市场， 是附近社区居民以及来自加拿大国内外游客的热门目的地。 每年吸引大约100万游客。
圣雅各农贸市场由基奇纳和滑铁卢的八名农民建立于1975年4月。其中的Shantz 家族管理市场四十多年，直到2017年。市场最初只是“人行道上的帐篷”。1986年，建成两层高、24,000-平方英尺（2,200-平方） 的木建筑，框架使用来自不列颠哥伦比亚省的横梁。
市场的主楼在2013年9月2日被大火烧毁，没有造成人员和牲畜的伤亡。经过修复和扩建，耗资500万美元，34,000平方英尺（3,200平方）的市场于2015年6月11日重新开放。 市场于全年的周四和周六上午7点至下午3:30开放。
与原来的主楼一样，市场下层出售食品，上层出售手工艺品。购物者可以一站式找到各种肉类、奶酪、烘焙食品和当地美食。

## 旅游

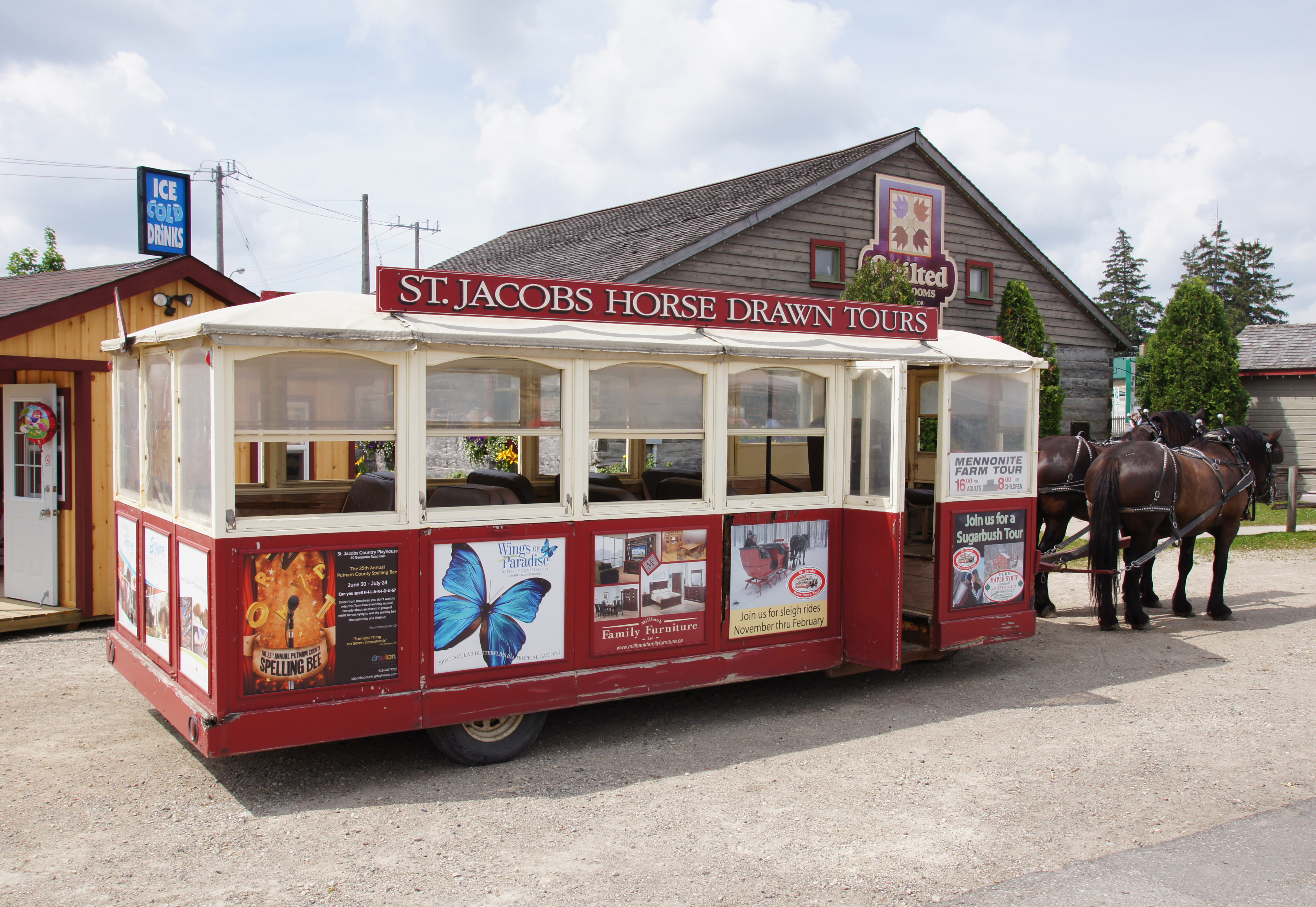
马拉电车

圣雅各经营马拉电车旅游项目，从圣雅各农贸市场的小木屋出发。门诺派农场之旅从4月中旬运营到10月底，历时75分钟，参观门诺派农场，了解门诺派文化。 枫糖丛林之旅从3月初运营到4 月中旬，带游客了解枫糖浆的生产。
滑铁卢中央铁路经营从滑铁卢到圣雅各村和圣雅各农贸市场的季节性蒸汽火车之旅。火车在3月至10月的周六运行，周二和周四运行时间较短。 站台位于市场的东端。
长24 公里的伍利奇公路自行车之旅，从圣雅各农贸市场开始，环绕农场和圣雅各村，然后返回圣雅各农贸市场。